# Howlin' Wolf
Chester Arthur Burnett, mera känd som Howlin' Wolf, född 10 juni 1910 i White Station i Clay County, Mississippi, död 10 januari 1976 i Hines i Cook County, Illinois, var en amerikansk bluessångare, låtskrivare, gitarrist och munspelare.

## Karriär
Howlin' Wolf gjorde sina första inspelningar 1951, då han hade skivkontrakt med både The Bihari Brothers Modern Records och Chess Records. Chess gav ut Howlin' Wolfs How Many More Years i augusti 1951, samtidigt som Wolf spelade in för Modern Records med Ike Turner i slutet av 1951 och i början av 1952. Chess fick slutligen kontraktet med Burnett, som bosatte sig i Chicago. Han började spela med gitarristen Hubert Sumlin, vars kärnfulla solon kompletterade Burnetts stora röst och förvånansvärt subtila frasering. I mitten av 1950-talet spelade han in låtarna Evil and Smokestack Lightnin' som båda blev hits på den amerikanska rhythm'n'blues-listan.
Hans album Howlin' Wolf från 1962 är en av de mest inflytelserika bluesskivorna. Albumet innehöll låtarna Wang Dang Doodle, Goin' Down Slow, Spoonful och The Red Rooster, vilka kom att spelas av flera brittiska och amerikanska bluesband som inspirerades av chicagobluesen.
1965 uppträdde han i det amerikanska TV-programmet Shindig tillsammans med Rolling Stones, som hade spelat in The Red Rooster på ett av deras tidigare album. Han spelade ofta tillsammans med basisten och låtskrivaren Willie Dixon som skrev flera av hans mest kända låtar, bland andra Spoonful, I Ain't Superstitious, Little Red Rooster, Back Door Man, Evil och Wang Dang Doodle (mest känd som en hit för Koko Taylor).
År 1971 åkte Howlin' Wolf och hans sedan länge stadigvarande gitarrist Hubert Sumlin till London för att spela in albumet The Howlin' Wolf London Sessions. Musikerna Eric Clapton, Steve Winwood, Ian Stewart, Bill Wyman och Charlie Watts medverkade tillsammans med Wolf på detta album. Han spelade på Chess Records in sitt sista album The Back Door Wolf 1973.
Med sin längd på 190 centimeter och nästan 136 kg var han en imponerande personlighet med en av de kraftigaste och mest minnesvärda rösterna av alla de klassiska bluessångarna från 1950-talet. Howlin' Wolfs röst har jämförts med "ljudet av tunga maskiner som är i gång på en grusväg". Sam Phillips kommenterade en gång Chester Arthur Burnett: When I heard Howlin' Wolf, I said, "This is for me. This is where the soul of man never dies." 
Howlin' Wolf valdes 1980 in i Blues Hall of Fame. 1991 blev han invald som en "tidig influens" i Rock and Roll Hall of Fame.

## Coverinspelningar
Många artister och grupper har spelat in covers av Howlin' Wolfs låtar:
- Little Red Rooster spelades 1963 in av Sam Cooke och av Rolling Stones 1964.
- The Yardbirds gjorde en cover av Smokestack Lightning 1964, och The Animals gjorde en cover av samma låt 1966.
- Soundgarden spelade in en cover av Smokestack Lightning på sitt debutalbum Ultramega OK.
- Led Zeppelin gjorde en cover på How Many More Years (men ändrade namnet på låten till How Many More Times) på sitt debutalbum Led Zeppelin (musikalbum). De gjorde även en cover av Killing Floor men i en förändrad version kallad The Lemon Song på sitt andra album, Led Zeppelin II.
- The Doors gjorde en cover av  Back Door Man på sitt första album, The Doors.
- The Jimi Hendrix Experience spelade Killing Floor vid en radioinspelning för BBC 1967, som 1998 utgavs på albumet BBC Sessions.
- Cream gjorde inspelningar av två av Wolfs låtar på sitt dubbelalbum Wheels of Fire. På den första studioinspelade skivan spelade de Sitting on Top of the World, och på den andra live-inspelade skivan spelade de en 16 minuter lång version av Spoonful.
- Clutch spelade in  Who's Been Talking på sin Robot Hive/Exodus, utgiven 2005 .
- Stevie Ray Vaughan spelade en cover av Shake for me på livealbumet In the Beginning, där han även kopierade originalets gitarrsolo som ursprungligen spelades av Hubert Sumlin.
- Cactus har spelat in en cover av Evil

## Diskografi

### Album
- 1959 - Moanin' In The Moonlight
- 1962 - Howlin' Wolf
- 1966 - Big City Blues
- 1966 - The Real Folk Blues
- 1967 - More Real Folk Blues
- 1967 - The Super Super Blues Band (Howlin' Wolf, Muddy Waters, Bo Diddley)
- 1969 - The Howlin’ Wolf Album
- 1969 - Evil
- 1971 - Message to the Young
- 1971 - The London Howlin' Wolf Sessions
- 1973 - The Back Door Wolf
- 1974 - The London Sessions Revisited
- 1975 - Change My Way